# Seznam dílů seriálu Loki
Toto je seznam dílů seriálu Loki. Americký akční seriál Loki byl natočen na motivy příběhů stejnojmenné postavy z komiksů vydavatelství Marvel Comics. Uvedla jej streamovací služba Disney+ s premiérou prvního dílu 9. června 2021 a týdenní periodou následujících pěti dílů. Uvedení druhé řady bylo ohlášeno na rok 2023.

## Přehled řad
| Řada | Díly | Premiéra v USA | Premiéra v USA    |
| Řada | Díly | První díl      | Poslední díl      |
| ---- | ---- | -------------- | ----------------- |
| 1    | 6    | 9. června 2021 | 14. července 2021 |
| 2    | 6    | 5. října 2023  | 9. listopadu 2023 |

## Seznam dílů

### První řada (2021)
| Č. v seriálu | Č. v řadě | Původní název         | Český název            | Režie          | Scénář                        | Premiéra v USA    |
| --- | --------- | --------------------- | ---------------------- | -------------- | ----------------------------- | ----------------- |
| 1 | 1         | Glorious Purpose      | Velké poslání          | Kate Herronová | Michael Waldron               | 9. června 2021    |
| Loki je zatčen úřadem Time Variance Authority (TVA) poté, co vytvořil novou časovou osu po útěku z bitvy o New York s Teseraktem. TVA resetuje časovou osu a tuto variantu Lokiho postaví před soud za zločiny proti Posvátné časové ose (anglicky Sacred Timeline). Agent Mobius M. Mobius se zastane Lokiho, aby ho nevymazali a vezme ho do Kina času (anglicky Time Theatre). Zde mu odhalí jeho budoucnost, včetně jeho smrti po útoku na Thanose. Následně se Loki pokusí o útěk, ale vzdá se poté, když zjistí že TVA je mocnější než Kameny nekonečna, jelikož zde nefungují. Po rozhovoru s Mobiem se s ním Loki domluví, že pomůže TVA ulovit jinou variantu Lokiho, která zabila několik jejich agentů. |           |                       |                        |                |                               |                   |
| 2 | 2         | The Variant           | Varianta               | Kate Herronová | Elissa Karasiková             | 16. června 2021   |
| Loki připojí k misi v roce 1985, kde se pokusí domluvit si setkání se stvořitely časové osy, takzvanými Strážci času (anglicky Time Keepers), to mu ale Mobius zatrhne. Později namítá soudkyně Ravonna Renslayer, aby Mobius nezapojoval Lokiho do dalších misí, ale Mobius ji přesvědčí, aby mu dala ještě šanci. Loki začne zkoumat složky TVA a vyvodí si, že se „Variant“ skrývá poblíž apokalyptických událostí, kde jejich akce neovlivňují časovou osu. Loki a Mobius si tuto možnost potvrdí návštěvou Pompejí v roce 79 n. l., načež si vyvodí, že se Variant skrývá v Alabamě v roce 2050, kde panuje zničující hurikán. Když Mobius, Loki a tým z TVA vyrazí do roku 2050, aby našli variantu Lokiho, najdou pouze pár očarovaných místních obyvatel a agenta B-15 a C-20. Po krátké konfrontaci s Lokim se varianta Lokiho odhalí jako ženská verze Lokiho a odmítne jeho nabídku svrhnout TVA. Ženská verze Lokiho pošle resetovače času do různých míst napříč časoprostorem, aby vytvořila chaos, kterým uvrhne TVA do zmatku. Mezitím si otevře portál a odejde pryč, ale Loki ji následuje.                                                                              |           |                       |                        |                |                               |                   |
| 3 | 3         | Lamentis              | Lamentis               | Kate Herronová | Bisha K. Aliová               | 23. června 2021   |
| Ve třetí epizodě dorazí „Varianta“ do TVA, aby našla Strážce času, ale je konfrontována Lokim, který se spolu s ní teleportuje pomocí TemPadu pryč. Dorazí na planetu Lamentis-1 v roce 2077, kde za chvíli dojde ke kolizi měsíce s planetou, ale nemohou se teleportovat pryč, jelikož TemPadu dojde energie. Loki TemPad skryje, aby „Variant“ nemohl utéct. Během rozhovoru se Loki dozví, že „Variant“ se jmenuje Sylvie. Dojdou na nádraží kolejí, které směřují k arše, jež by je mohla zachránit a umožnit jim nabít TemPad, ovšem Loki se opije a po konfrontaci se strážcem vyskočí z vlaku. Sylvie skočí za ním, ale zjistí, že při pádu se Lokimu TemPad rozbil. Rozhodnou se proto jít k arše pěšky, aby s ní mohli odletět. Sylvie během cesty odhalí, že všichni pracovníci TVA jsou „Varianti“ a nebyli stvořeni Strážci času. Když se konečně dostanou k arše, kosmickou loď zničí padající asteroid a Loki se Sylvií zůstanou uvězněni na planetě. |           |                       |                        |                |                               |                   |
| 4 | 4         | The Nexus Event       | Větvení                | Kate Herronová | Eric Martin                   | 30. června 2021   |
| Loki si se Sylvie vytvoří romantické pouto, které vytvoří novou časovou osu, díky níž je TVA najde, zatkne a Mobius uzavře Lokiho v časové smyčce. Mezitím řekne soudkyně Renslayer Mobiovi, že agent C-20 zemřel na duševní zhroucení, ale Mobius najde nahrávku, kde je vidět, že C-20 byla duševně zdravá a říkala pravdu, že jsou všichni „Varianti“. Mezitím přijde B-15 k Sylvie s prosbou, aby jí odemkla vzpomínky před tím, než byla agentem TVA. Mobius vyjme Lokiho ze smyčky a potvrdí mu, že měl pravdu, ale na chodbě je zastaví Renslayer a přikáže strážcům, aby Mobiuse vymazali. Renslayer vezme Sylvie a Lokiho k Strážcům času, kteří přikážou, aby byli Loki se Sylvie vymazáni, ovšem dvojice začne bojovat. Po boji usekne Sylvie jednomu ze Strážců hlavu, zjistí však, že jsou to jen nepřemýšlející androidi. Mezitím se ale probere Renslayer, která smaže Lokiho. V potitulkové scéně se objeví živý Loki, který je obklopen jinými variantami sám sebe. |           |                       |                        |                |                               |                   |
| 5 | 5         | Journey into Mystery  | Cesta do neznáma       | Kate Herronová | Tom Kauffman                  | 7. července 2021  |
| V páté epizodě zjišťujeme, že vše, co TVA vymaže, ve skutečnosti končí v Prázdnu (anglicky Void) na konci času, kde časová linie teprve vzniká. Sylvie proto spolupracuje s Renslayer, aby zjistili jak zachránit Mobiuse a Lokiho. Maskot TVA Minutka (anglicky Miss Minutes) začne prohledávat složky, ale v tom vrazí do místnosti stráže. Sylvie dojde, že jí Renslayer zradila, ale sama se smaže v naději, že najde Lokiho. Mezitím ostatní varianty Lokiho ukazují Lokimu Aliotha, stvoření podobné mraku, které ničí vše v Prázdnu. Skupinka vejde do úkrytu, ale po krátké době, když se Loki snaží vyjít ven, narazí na další skupinku variantů Lokiho. Spustí se mezi nimi boj, ale Classic Loki, Kid Loki, Aligator Loki a Loki uniknou a přitom narazí na Mobia a Sylvie. Poté, co Mobius odejde s pomocí TemPadu do TVA, se Sylvie s Lokim a Classic Lokim snaží porazit Aliotha. Classic Loki vytvoří pomocí magie iluzi celého Asgardu, aby odvrátil pozornost Aliotha a obětuje se tak. Mezitím Aliotha Sylvie s Lokim očarují, čímž se jim otevře průchod k Citadele na konci času (anglicky Citadel at the End of Time).                                                |           |                       |                        |                |                               |                   |
| 6 | 6         | For All Time. Always. | Pro tok času. Vždycky. | Kate Herronová | Michael Waldron a Eric Martin | 14. července 2021 |
| V Citadele na konci času se Loki a Sylvie setkají s Miss Minutes. Mezitím Renslayer odchází na misi, aby našla „svobodnou vůli“. V Citadele se dvojice setká s „Tím, jenž zůstal“ (anglicky He Who Remains; variant padoucha Kanga Dobyvatele). Vysvětlí, že je to vědec z 31. století, který objevil nekonečné množství paralelních vesmírů. Objev však eventuálně vedl k multivesmírné válce, jak si jeho jednotlivé verze šly po krku. Všechny časové osy krom jedné proto vymazal a ve svém snažení preventivně pokračuje jménem TVA. Sylvie a Lokimu nabízí, aby místo něj nadále vedli TVA a spravovali jednotnou časovou osu, ovšem pak je tu možnost jej zabít a riskovat další multivesmírnou válku. On sám dvojici považuje za nejlepší možné kandidáty, a tak je vedl k tomu, aby se k němu dostali. Zatímco Loki souhlasí, Sylvie jej chce zabít. Dvojice se políbí, načež Sylvie strčí skrz portál Lokiho zpět do TVA. Vzápětí Sylvie zabije Toho, jenž zůstal, čímž způsobí rozštěp Posvátné časové osy a zrození multivesmíru. V ústředí TVA mezitím Loki varuje B-15 a Mobia, že se blíží válka. Mobius však Lokiho nepozná, protože se Loki nachází v TVA jiného vesmíru. |           |                       |                        |                |                               |                   |

### Druhá řada (2023)
| Č. v seriálu | Č. v řadě | Původní název    | Český název   | Režie                          | Scénář                                                                 | Premiéra v USA    |
| ------------ | --------- | ---------------- | ------------- | ------------------------------ | ---------------------------------------------------------------------- | ----------------- |
| 7            | 1         | Ouroboros        | Ouroboros     | Justin Benson a Aaron Moorhead | Eric Martin                                                            | 5. října 2023     |
| 8            | 2         | Breaking Brad    | Bídák Brad    | Dan DeLeeuw                    | Eric Martin                                                            | 12. října 2023    |
| 9            | 3         | 1893             | 1893          | Kasra Farahani                 | námět: Eric Martin, Kasra Farahani a Jason O'Leary scénář: Eric Martin | 19. října 2023    |
| 10           | 4         | Heart of the TVA | Srdce TVA     | Justin Benson a Aaron Moorhead | Eric Martin a Katharyn Blair                                           | 26. října 2023    |
| 11           | 5         | Science/Fiction  | Věda/Fikce    | Justin Benson a Aaron Moorhead | Eric Martin                                                            | 2. listopadu 2023 |
| 12           | 6         | Glorious Purpose | Velké poslání | Justin Benson a Aaron Moorhead | Eric Martin                                                            | 9. listopadu 2023 |